# Vigonza
Vigonza est une commune italienne de la province de Padoue, dans la région Vénétie.

## Administration
| Période                                  | Période | Identité | Étiquette | Qualité |
| ---------------------------------------- | ------- | -------- | --------- | ------- |
|                                          |         |          |           |         |
| Les données manquantes sont à compléter. |         |          |           |         |

### Hameaux
Busa, Codiverno, Peraga, Perarolo, Pionca, San Vito. Località: Codivernarolo, Battana Prati, Capriccio, Luganega, Barbariga, Carpane, Bagnoli, Santa Maria.

### Communes limitrophes
Cadoneghe, Campodarsego, Fiesso d'Artico, Noventa Padovana, Padoue, Pianiga, Stra, Villanova di Camposampiero.